# Tapersex
Un tapersex o tuppersex és una festa o reunió en què es venen joguines i articles sexuals i s'ofereix assessorament sexual.
La paraula tapersex o tuppersex prové del concepte "Tupper", utensili de cuina per a guardar aliments i de la paraula "Sex", 'sexe' en català. La filosofia del tapersex naix al sud dels Estats Units als voltants del 2000. Segueix un model de negoci que popularitzà Tupperware basat en la venda directa en reunions preparades amb persones en un lloc adequat. Generalment, aquestes reunions es produeixen en casa dels clients; que solen ser grups d'entre 6 i 15 amigues, encara que també poden participar xics; allí un assessor arriba amb una maleta i durant unes hores mostra el contingut de la maleta, explica el seu funcionament i resol dubtes, els clients finalment poden decidir si comprar o no algun dels articles. Més recentment, la pràctica del tapersex ha evolucionat més de cara a la teràpia i assessorament sexual per part de professionals. També durant la pandèmia per COVID-19 es van començar a realitzar aquestes reunions en línia.